# Hint
Hint er et brætspil, som er udkommet i to grundudgaver - det røde og det hvide. Herudover er der kommet en rejseudgave, der hedder HINT GO og en junior udgave. Det er et selskabsspil. 
Det anbefales fra 15 år og opefter og man skal minimum være 4 spillere, så man kan danne 2 hold, der konkurrerer mod hinanden. 
Der står 5 lovlige ord og 1 rødt ord på hvert kort. Det gælder om at få sin(e) makker(e) til at gætte så mange af de lovlige ord som muligt indenfor timeglassets tid. På hvert kort er det udspecificeret, hvordan man skal få sit hold til at gætte ordene. Det kan fx være ved at nynne, mime, tale eller tegne. 

## Priser
Den første udgave (den hvide) blev i 2014 kåret til Årets Voksenspil af Legetøjsbranchens Fællesråd.
Kåret som årets selskabsspil 4 år i træk (2014-2017)